# Cotinguiba
Cotinguiba is een van de 13 microregio's van de Braziliaanse deelstaat Sergipe. Zij ligt in de mesoregio Leste Sergipano en grenst aan de microregio's Baixo Cotinguiba, Japaratuba, Nossa Senhora das Dores en Agreste de Itabaiana. De microregio heeft een oppervlakte van ca. 758 km². In 2006 werd het inwoneraantal geschat op 42.423.
Vier gemeenten behoren tot deze microregio:
- Capela
- Divina Pastora
- Santa Rosa de Lima
- Siriri

Mesoregio's: Agreste Sergipano · Leste Sergipano · Sertão Sergipano

Microregio's: Agreste de Itabaiana · Agreste de Lagarto · Aracaju · Baixo Cotinguiba · Boquim · Carira · Cotinguiba · Estância · Japaratuba · Nossa Senhora das Dores · Propriá · Tobias Barreto · Sergipana do Sertão do São Francisco